# Brooks Atkinson Theatre
Teatro Brooks Atkinson (em inglês: Brooks Atkinson Theatre) é um dos diversos teatros da Broadway, na cidade de Nova Iorque, nos Estados Unidos.

## Produções notáveis
- "Grease"
- A Moon for the Misbegotten (na foto)
- The Times They Are a-Changin' (2006)
- The Odd Couple
- Jackie Mason's Laughing Room Only (2003)
- Noises Off (revival de 2001)
- Jane Eyre (2000)
- The Iceman Cometh (revival de 1999)
- Wait Until Dark (revival de 1998)
- She Loves Me (revival de 1993)
- Death and the Maiden (1992)
- Shadowlands (1990)
- The Cemetery Club (1990)
- Jackie Mason's The World According to Me! (1988)
- Benefactors (1985)
- Noises Off
- Beyond Therapy (1982)
- Lolita
- Talley's Folly (1980)
- Tribute (1978)
- Same Time, Next Year (1975)
- My Fat Friend (1974)
- Lenny (1971)
- Charley's Aunt (1970 revival)
- Lovers and Other Strangers (1968)
- A Day in the Death of Joe Egg (1968)
- Come Blow Your Horn (1961)
- The Cradle Will Rock
- Juno and the Paycock
- Shuffle Along (1932)